# Agasage, Belgaum
Agasage là một làng thuộc tehsil Belgaum, huyện Belgaum, bang Karnataka, Ấn Độ.